# Nasieniak

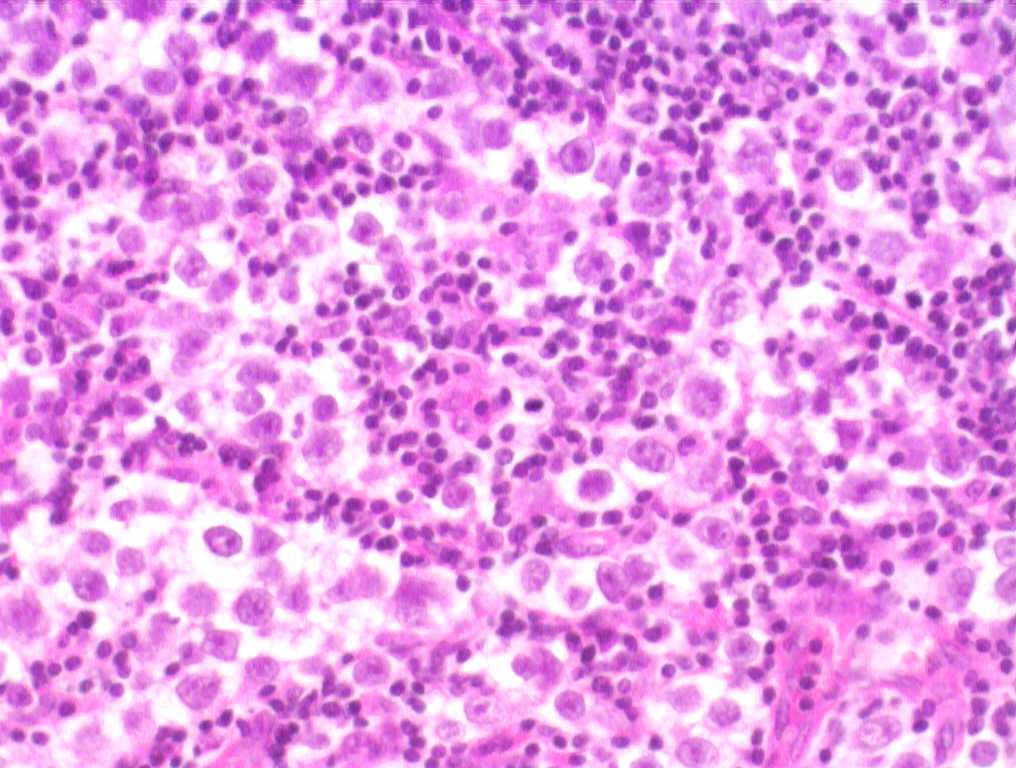
Obraz histologiczny nasieniaka (powiększenie 200×, barwienie H-E).

Nasieniak (łac. seminoma) – najczęstszy germinalny nowotwór złośliwy jądra. Guz o identycznej budowie w jajniku nosi nazwę rozrodczaka (łac. dysgerminoma). Jest to nowotwór złośliwy, szybko dający przerzuty do węzłów chłonnych zaotrzewnowych, a następnie do innych narządów: płuc, wątroby, mózgu, kości. Ze względu jednak na znaczną chemiowrażliwość i promienioczułość jest to też jeden z nielicznych guzów litych, w którym istnieje szansa wyleczenia pacjenta nawet w przypadku zaawansowanej choroby (z przerzutami odległymi).

## Etiologia
Podobnie jak w przypadku pozostałych nowotworów zarodkowych jądra, etiologia nasieniaka nie jest dokładnie poznana. Wiadomo jednak, że do zachorowania mogą predysponować następujące czynniki:
- rak jądra w wywiadzie[1] – ryzyko rozwoju nowotworu w drugim jądrze jest ok. 20× większe niż w populacji ogólnej i wynosi 2-5%;
- rak jądra u ojca lub brata – ryzyko zachorowania wzrasta sześciokrotnie w stosunku do ogólnej populacji;
- wnętrostwo (jądro niezstąpione) – istnieje silna korelacja pomiędzy wnętrostwem a guzami zarodkowymi jąder – od 3,5 do 14% pacjentów z tymi nowotworami miało wnętrostwo w wywiadzie. Zabieg chirurgicznego sprowadzenia jądra do moszny (orchidopeksja), nawet wykonany w bardzo młodym wieku, nie eliminuje ryzyka zachorowania;
- niepłodność – od 0,4 do 1,1% biopsji wykonanych u mężczyzn leczonych z powodu niepłodności, wykazuje wewnątrzprzewodową neoplazję komórek zarodkowych (ang. intratubular germ cell neoplasia, IGCN), która jest stanem przednowotworowym;
- różne zespoły obojnactwa: dysgenezja gonad, obojnactwo prawdziwe, obojnactwo rzekome, zespół feminizujących jąder, aberracje chromosomalne (np. zespół Klinefeltera);
- infekcja HIV.

Nie potwierdziły się teorie, że ryzyko nowotworu zwiększa się po przebytym urazie lub zapaleniu jąder w przebiegu infekcji wirusem nagminnego zapalenia przyusznic (świnka).

## Budowa histologiczna
Dawniej wyróżniane były dwa typy histologiczne: klasyczny lub spermatocytowy - obecnie guz spermatocytowy (nie nasieniak)

### Nasieniak klasyczny
Postać klasyczna występuje najczęściej w czwartej lub piątej dekadzie życia (średnia wieku około 40 lat) i stanowi 93% wszystkich nasieniaków. U młodszych mężczyzn częściej niż samodzielnie, występuje jako składowa guzów jądra o mieszanej budowie histologicznej (nienasieniaków). Jest to nowotwór zbudowany z małych okrągłych komórek, wyposażonych w duże, centralnie położone jądro z widocznymi jąderkami. Mogą występować nacieki z limfocytów, głównie T. Około 7% klasycznych nasieniaków może zawierać pola syncytiotrofoblastu, z dodatnim odczynem w kierunku β-hCG.
Odmianą nasieniaka klasycznego jest postać anaplastyczna, która do 1980 roku była klasyfikowana jako osobny podtyp histologiczny. Charakteryzuje się większą liczbą podziałów komórkowych, gorszą organizacją tkankową, częstszą obecnością martwicy i wylewów krwi oraz brakiem różnicowania w kierunku syncytiotrofoblastu. Pomimo różnic w badaniu mikroskopowym, przebieg kliniczny i rokowanie są takie same jak w klasycznym nasieniaku.

### Guz spermatocytowy.
Występuje znacznie rzadziej i raczej u starszych mężczyzn (z reguły po 45 roku życia). Jest zbudowany z okrągłych komórek o różnej wielkości, przypominających prawidłowe spermatocyty. Klinicznie nowotwór ten charakteryzuje się raczej powolnym przebiegiem i dobrym rokowaniem, przerzuty odległe występują sporadycznie. Inne różnice to brak ekspresji łożyskowej fosfatazy alkalicznej w badaniu immunohistochemicznym; nie stwierdza się też aberracji chromosomalnych charakterystycznych dla innych guzów zarodkowych, na przykład izochromosomu 12p.

## Objawy
Wczesnym objawem nasieniaka jest guz lub zgrubienie w obrębie jądra, powiększenie całej gonady, rzadziej ból jądra. Niestety, wielu chorych interpretuje wczesne objawy choroby nieprawidłowo – powiększenie jądra tłumaczą stanem zapalnym lub krwiakiem po przebytym urazie, co opóźnia postawienie właściwego rozpoznania. Ponieważ większość guzów jądra (ponad 95%) ma charakter złośliwy, odwlekanie rozpoznania może zniweczyć szanse pacjenta na wyleczenie. Dlatego warto pamiętać o następujących błędnych rozpoznaniach:
- krwiak w obrębie moszny tworzy się natychmiast (maksymalnie w ciągu kilku godzin) po urazie i jest bardzo bolesny. Jeżeli dochodzi do powiększenia jądra po wielu dniach (lub tygodniach) po urazie i w dodatku zmiana jest niebolesna (lub tylko nieznacznie pobolewa) to najprawdopodobniej jest to guz nowotworowy;
- zapalenie jednego jądra jest niezwykle rzadką sytuacją. Jeżeli już wystąpi, najczęściej dotyczy obu gonad (jak np. w przebiegu świnki). Jest to choroba niezwykle bolesna. Jednostronne, niebolesne „zapalenie jądra” jest najprawdopodobniej złośliwym nowotworem;
- przepuklina pachwinowa rzadko sięga aż do moszny; jeśli już, to po wieloletnim przebiegu choroby, przy czym zawsze najpierw stwierdza się obecność przepukliny w pachwinie; „Przepuklina”, która pojawiła się w stosunkowo krótkim czasie i od razu jest zlokalizowana w worku mosznowym, to najprawdopodobniej złośliwy nowotwór jądra.

Nawet najmniejsze podejrzenie, że zmiana wyczuwalna w obrębie moszny może być guzem, powinna być podstawą do wykonania USG jąder. Badanie pozwala na wykrycie złośliwych nowotworów jądra z prawie 100% czułością.
Niekiedy zdarza się, że niewielki guz jądra nie jest jeszcze wyczuwalny w badaniu palpacyjnym, a już pojawiły się przerzuty do węzłów chłonnych lub innych narządów. Ze względu na uwarunkowania anatomiczne i rozwojowe naczynia limfatyczne jądra biegną do węzłów chłonnych okołoaortalnych i nerkowych, położonych głęboko w jamie brzusznej w tzw. przestrzeni zaotrzewnowej. Tam też w pierwszej kolejności lokalizują się przerzuty. Kolejnymi „stacjami” przerzutowania są węzły chłonne położone w śródpiersiu i płucach. Pierwsze objawy choroby mogą wówczas obejmować:
- ból brzucha;
- przewlekłe „bóle krzyża”, czyli ból zlokalizowany w odcinku lędźwiowym i krzyżowym kręgosłupa, spowodowany uciskiem wywieranym przez pakiety powiększonych węzłów chłonnych na korzenie nerwów rdzeniowych;
- kaszel i duszność, często z towarzyszącym krwiopluciem, spowodowane obecnością przerzutów w płucach;
- powiększenie innych grup węzłowych np. węzłów podobojczykowych, szyjnych, bądź w śródpiersiu.

Przy zaawansowanej chorobie może wystąpić ginekomastia, która ma związek z wydzielaniem dużych ilości hCG.

## Diagnostyka
Badanie USG jąder jest wystarczające do rozpoznania nowotworu tego narządu. Stwierdzenie litej zmiany (guza) w USG jest wystarczającą podstawą do zakwalifikowania do orchidektomii (amputacji jądra). Jednak do oceny rzeczywistego zaawansowania choroby konieczne jest jeszcze wykonanie tomografii komputerowej jamy brzusznej i miednicy oraz co najmniej RTG (lepiej tomografii) klatki piersiowej. Ponadto oznacza się stężenia tzw. markerów nowotworowych w surowicy krwi. Markery mają znaczenie w monitorowaniu chorego po leczeniu (pomagają we wczesnym wykryciu wznowy). Rutynowo oznacza się poziomy:
- podjednostki beta gonadotropiny kosmówkowej (β-hCG);
- α-fetoproteiny - stwierdzenie nieprawidłowego poziomu tego markera świadczy, że mamy do czynienia z guzem o mieszanej budowie histologicznej (nienasieniakiem);
- dehydrogenazy mleczanowej (LDH).

Gdy tomografia komputerowa daje niejednoznaczny wynik co do zaawansowania choroby, wątpliwości diagnostyczne może rozstrzygnąć pozytonowa tomografia emisyjna (PET).

## Stopniowanie zaawansowania klinicznego
Stopniowanie zaawansowania klinicznego (z ang. staging) ma kluczowe znaczenie w ustaleniu rokowania oraz szczegółów leczenia i dalszego postępowania z chorym.

### Stopień I
Nowotwór jest ograniczony do moszny, bez przerzutów do węzłów chłonnych i przerzutów odległych. Według klasyfikacji TNM odpowiada to następującym stopniom cechy T (Tumor):
- pT0: nie znaleziono guza pierwotnego
- pTis: wewnątrzprzewodowa neoplazja komórek zarodkowych (IGCN, carcinoma in situ)
- pT1: guz ograniczony do jądra i najądrza, bez inwazji naczyń krwionośnych lub limfatycznych, możliwy naciek błony białawej, ale bez inwazji na osłonkę pochwową
- pT2: guz ograniczony do jądra i najądrza z obecną inwazją naczyń krwionośnych lub limfatycznych, lub guz przechodzący przez błonę białawą z naciekaniem osłonki pochwowej
- pT3: guz z naciekaniem powrózka nasiennego niezależnie od inwazji naczyń krwionośnych lub limfatycznych
- pT4: guz naciekający ścianę moszny niezależnie od inwazji naczyń krwionośnych lub limfatycznych
- pTx: wszystkie inne przypadki, gdzie nie można określić rozległości guza pierwotnego.

### Stopień II
Oprócz guza pierwotnego w jądrze, występują przerzuty do węzłów chłonnych (w przestrzeni zaotrzewnowej jamy brzusznej lub miednicy). Według klasyfikacji TNM wyróżnia się następujące stopnie cechy N (Nodules):
- N0: brak przerzutów w węzłach chłonnych
- N1: przerzut w pojedynczym węźle chłonnym o największej średnicy nieprzekraczającej 2 cm lub mnogie przerzuty w węzłach chłonnych, jednak nieprzekraczające 2 cm w największym wymiarze
- N2: przerzut w pojedynczym węźle chłonnym przekraczającym 2 cm w największym wymiarze, ale mniejszy niż 5 cm, lub mnogie przerzuty w węzłach chłonnych, z których żadne nie przekracza 5 cm w swoim największym wymiarze
- N3: przerzuty w jednym lub kilku węzłach, z których co najmniej jeden ma powyżej 5 cm w największym wymiarze
- Nx – nie można ocenić regionalnych węzłów chłonnych

### Stopień III
Występują przerzuty odległe. Cecha M (Metastases) może przyjmować następujące wartości:
- M0: brak przerzutów odległych
- M1: przerzuty odległe obecne
  - M1a: przerzuty do węzłów chłonnych pozaregionalnych (innych niż wewnątrz jamy brzusznej) lub do płuc
  - M1b: przerzuty do pozostałych struktur i narządów
- Mx: nie można ocenić obecności przerzutów odległych

### Stopień IV
W przypadku guzów zarodkowych jądra nie wyróżnia się stopnia IV.

## Leczenie
Pierwszym etapem leczenia niezależnie od stopnia zaawansowania, powinno być usunięcie zajętego jądra z dostępu przez pachwinę (orchidektomia). Dalsze leczenie zależy od stopnia zaawansowania klinicznego.

### Stopień I
Ze względu na 15-20% ryzyko wznowy, która lokalizuje się najczęściej w węzłach chłonnych zaotrzewnowych, u większości pacjentów stosuje się leczenie uzupełniające:
- radioterapię z pól zewnętrznych (teleradioterapię) na okolicę węzłów chłonnych okołoaortalnych i biodrowych po stronie guza do dawki całkowitej 25-30 Gy (metoda standardowa);
- chemioterapię karboplatyną (metoda rzadziej stosowana).

Alternatywnie można zrezygnować z leczenia uzupełniającego, jednak pacjent musi być pod ścisłą obserwacją (badania kontrolne co 3 miesiące).

### Stopień II
Chorzy z przerzutami do węzłów chłonnych w jamie brzusznej mogą być leczeni:
- radioterapią do dawki całkowitej 30-45 Gy (gdy maksymalny wymiar zajętych węzłów nie przekracza 5 cm);
- chemioterapią (przy zmianach węzłowych większych niż 5 cm); podaje się 3-4 cykle chemioterapii zawierającej cisplatynę i etopozyd.

### Stopień III
W zależności od rozległości zmian przerzutowych leczenie polega na podaniu 3-4 cykli chemioterapii EP (cisplatyna + etopozyd) lub BEP (cisplatyna + etopozyd + bleomycyna).

## Rokowanie
Jak na nowotwór złośliwy, rokowanie u chorych z nasieniakiem jest dość dobre. Szansa na wyleczenie zależy od zaawansowania choroby w momencie rozpoczęcia leczenia, a więc przede wszystkim od tego jak szybko nowotwór został rozpoznany.
U pacjentów z nowotworem ograniczonym do jądra (stadium I) szansa na wyleczenie jest bliska 100%. Równie dobre rokowanie mają chorzy z przerzutami do węzłów chłonnych zaotrzewnowych, które nie przekraczają 5 cm średnicy (stadium IIA, IIB). W przypadku obecności dużych zmian węzłowych lub przerzutów do płuc (stadium IIC lub IIIA) 5 lat po leczeniu przeżywa 86% chorych. Gdy występują przerzuty do innych narządów (wątroba, mózg, kości) szanse na przeżycie 5 lat spadają do ok. 72%.

## Klasyfikacja ICD10
| kod ICD10     | nazwa choroby           |
| ------------- | ----------------------- |
| ICD-10: C62   | Nowotwór złośliwy jądra |
| ICD-10: C62.0 | Jądro niezstąpione      |
| ICD-10: C62.1 | Jądro zstąpione         |
| ICD-10: C62.9 | Jądro nieokreślone      |